# Natanael (zespół muzyczny)
Natanael – polska grupa muzyczna powstała w 1991, grająca reggae.

## Historia
Natanael powstał w 1991 w Częstochowie. Początkowo zespół funkcjonował jako trio, założone przez Konrada (gitara, wokal) i Pawła (bas) Włodarzów uzupełnione przez Darka Literę (perkusja). Po pewnym czasie do zespołu zaczęli napływać kolejni muzycy. W większości byli to przedstawiciele częstochowskiej sceny reggae. W ten sposób przez skład grupy przewinęło się kilkanaście osób (część z nich do dzisiaj jest aktywna muzycznie i odnosi sukcesy na rodzimej scenie muzyki niezależnej). Przez dłuższy czas z zespołem związany był także Piotr "Fi" Hutny (ówczesny członek formacji częstochowskiej Taj Mahall), który zasilił brzmienie Natanaela dźwiękami trąbki. Z zespołem współdziałali także muzycy ówczesnej grupy Habakuk (Wojtek "Broda" Turbiarz oraz Jacek Karolewski – późniejszy gitarzysta i wokalista będzińskiej Transformacji). Pierwsze nagrania Natanael zarejestrował jesienią 1991 w studenckim radiu Klika w Częstochowie na kasecie demo zatytułowanej On..., kiedy to na jednym jam session grupa spotkała się z zespołem Habakuk. To właśnie z tego okresu pochodzą takie nagrania jak "Kamień na kamieniu" czy "Nie daj się".
W 1993 do składu dołączył Bartek Wręczycki (instrumenty klawiszowe) Powiększenie składu oznaczało zmianę formuły muzycznej oraz warstwy brzmieniowej. Po latach intensywnej działalności, w trakcie której muzycy dali kilkadziesiąt koncertów w całej Polsce (jeden z nich, zagrany w Krakowie w 1993 na Reggae Christmas doczekał się nawet edycji na półoficjalnej kasecie, zatytułowanej Westchnienie i dźwięk), zespół ostatecznie zawiesił działalność (z powodu problemów ze składem i miejscem odbywania prób). Nieobecność na scenie trwała dość długo.
Reaktywacja nastąpiła jesienią 1999. Odrodzony i zmieniony zespół zmodyfikował także swe brzmienie. Rezygnacja z używanych wcześniej instrumentów klawiszowych (Bartek zasiadł za perkusją, zastępując tym samym Darka Literę) i dołączenie drugiego gitarzysty Kamila Ostrowskiego sprawiło, że "regularna muzyka" Natanaela została podbudowana brzmieniem rockowym. Od tego momentu sami muzycy definiują swoją twórczość jako rock-reggae.
Na przełomie sierpnia i września 2000 grupa zarejestrowała materiał demo pt. Wir w częstochowskim studio Radioaktywni (płyta była rozprowadzana przez zespół na koncertach). Jest to projekt koncepcyjny, skoncentrowany w dużej mierze na filozoficznej teorii wiru artystycznego.
Poszukiwania nowych rozwiązań zaowocowały w 2002 koncertową współpracą z Andrzejem "Harry" Łozowskim (instrumenty perkusyjne), znanym z projektów Tam Tam Hare i Tam Tam Project.
Na początku 2003 zespół opuścił Bartek Wręczycki. Nowym perkusistą został Michał Maciejowski, z którym Natanael podjął współpracę koncertową. W październiku 2003 skład grupy zasilił Darek Herman (instrumenty klawiszowe). W tym czasie zespół intensywnie pracował nad pierwszą oficjalną płytą. Długo zapowiadany album To co lubię, w całości nagrany i wyprodukowany w Home Studio (Kłobuck), pojawił się na rynku 30 września 2004.
Na początku 2005 zespół został zaproszony przez Sławomira Pakosa i Piotra Banacha do wzięcia udziału w kompilacyjnym projekcie Far Away From Jamaica, który w zamierzeniu miał stać się wizytówką polskiej sceny reggae w Europie. W lutym, ponownie w Home Studio, został zarejestrowany premierowy utwór "Black Jack". W nagraniach, po raz pierwszy z Natanaelem, wystąpiła Anna Ruttar (absolwentka Wydziału Wokalistyki Jazzowej katowickiej Akademii Muzycznej), na co dzień związana z zespołami Vibra Lux i Cztery Pokoje Projekt. Po wielu koncertach, w listopadzie 2005 zespół rozpoczął pracę nad drugą płytą.
W 2006, po toruńskim festiwalu Afryka, skład zespołu opuścił gitarzysta Kamil Ostrowski, perkusista Michał Maciejowski oraz Darek Herman. Ostatecznie podstawowy skład został zredukowany do dwóch osób, a projekt przeniesiony na Górny Śląsk. Tam też do zespołu dołączyli kolejni członkowie.

### Obecny skład
- Konrad Włodarz – gitara, śpiew
- Anna Ruttar – instrumenty klawiszowe, śpiew
- Robert Zając – gitara
- Jarosław Januszewicz – gitara basowa
- Jacek Okoński – perkusja

## Koncerty
Przez kilkanaście lat aktywności muzycznej zespół dał się poznać na wielu koncertach w całej Polsce. Do najważniejszych i największych można zaliczyć m.in.:
- Regałowisko w Bielawie (2001)
- Dni Europy w Opolu (2002)
- Reggae nad Orlą Festiwal w Koźminie Wielkopolskim (2002)
- Winter Reggae w Gliwicach (2002, 2005)
- Reggae na Piaskach w Ostrowie Wielkopolskim (2003)
- VI Działania Muzyczne w Bogatyni (2004)
- Ostróda Reggae Festiwal w Ostródzie (2005)
- Reggeneracja w Czeladzi (2005)
- Reggae Most Festiwal w Wadowicach (2005)
- Afryka Reggae Festival w Toruniu (2006)

## Dyskografia
- Westchnienie i dźwięk (1995)
- Wir (2000)
- To co lubię (2004)
- Tak ma być (2010)